# 紐約地鐵R188型列車
紐約地鐵R188型列車是紐約地鐵A分部的新技術列車，由川崎重工制造。506輛列車在2013年投入營運，取代1980年代在7號線營運的R62及R62A型列車，以方便IRT法拉盛線信號系統自動化成為通訊式列車控制（CBTC）。R188型的訂單同步因應紐約地鐵7號線延伸段而擴充。506輛車箱當中只有126輛是全新的，餘下的380輛起初為2000年投入服務的R142A型改裝，並按安裝CBTC設備（7321-7325是R142A型當中首先改裝成R188型，2015年1月進行）。